# Военна болница (София)
Многопрофилна болница за активно лечение – София към ВМА е част от болничната мрежа на Военномедицинска академия. Болницата е правоприемник на Военна болница София.

## История
Болницата е основана с Приказ (Указ) на военния министър №439 от 9 септември 1891 г. под името Софийска обща гарнизонна болница. За завеждащ на болницата е назначен д-р Георги Золотович.
С влизане в сила на Закона за въоръжените сили през 1891 г. болницата се преструктурира като Първа софийска дивизионна болница. Под това име съществува през периода 1892 – 1918 г.
През 1919 г., с настъпването на мира, болницата се преименува на Общоармейска военна болница, но през 1920 г. е закрита и преминава подразпореждането на Дирекцията на народното здраве.
През 1924 г. Общоармейската военна болница е възстановена като самостоятелно лечебно заведение. През 1934 г. болницата е преименувана в Общоармейска болница, а през 1938 г. – в Общовойскова болница. През 1951 до 1953 г. се нарича Централен военен госпитал, а в периода 1954 – 1960 г. – Общоармейска болница.
През периода 1960 – 1988 г. болницата се разраства до Висш военномедицински институт. В състава му се включват и катедри, третиращи по-широк кръг здравни проблеми (извън чисто военновременните), като застъпват почти цялата клинична сфера (с изключение на акушерство, гинекология и педиатрия).
Със създаването на Военномедицинска академия, болницата влиза в състава ѝ като структурно звено.
Болницата е разположена в сграда на ул. Св. Георги Софийски в София.

## Структура
Понастоящем болницата е с началник генерал-майор професор д-р Венцислав Мутафчийски, д.м.н., FACS и се състои от:
- Консултивно-приемно отделение (Поликлиника) с началник д-р Лазар Узунов
- Диагностични звена и лаборатории:
  - Микробиология с началник доц. д-р Иванка Гергова
  - Вирусология с началник полковник доц. Методи Кунчев
  - Клинична лаборатория с началник д-р Зорка Рамшева
  - Лаборатория по клинична имунология с отделение по клинична имунология и отделение по радиоимунология
  - Цитогенетика и молекулярна биология с ръководител доц. д-р Любомир Митев
  - Химикотоксикологична лаборатория с началник проф. д-р Васил Атанасов
  - Образна диагностика с началник доц. д-р Владимир Николов
  - Обща и клинична патология с началник д-р Албена Факирова
  - Съдебномедицинска експертиза с началник д-р Цветелин Гатев
  - Болнична аптека с началник магистър-фармацевт Мария Илиева-Петрова
  - Радиационна защита и радиобиология с началник доц. Пламен Петрунов
- Хирургични клиники
  - Ендоскопска хирургия с началник полковник доц. д-р Пламен Иванов
  - Чернодробно-панкреатична хирургия и трансплантология с началник проф. д-р Никола Владов
  - Първа клиника по коремна хирургия с началник проф. Ивелин Такоров
  - Втора клиника по коремна хирургия с началник проф. д-р Кириен Кьосев
  - Съдова хирургия с началник проф. д-р Кузман Гиров
  - Гръдна хирургия с началник проф. д-р Деян Йорданов
  - Неврохирургия с началник полковник проф. д-р Тихомир Ефтимов
  - Пластична хирургия с началник полковник проф. д-р Владимир Василев
  - Орална хирургия с началник д-р Атанаска Чешмеджиева
  - Ортопедия и травматология с началник проф. Неделчо Цачев
  - Обща урология с началник проф. д-р Светослав Николов
  - Ендоурология и екстракорпорална литотрипсия с началник проф. д-р Илия Салтиров
  - Обща и онкологична гинекология с началник проф. Стефан Ковачев
  - Очни болести с началник полковник доц. д-р Атанас Калайджиев
  - УНГ с началник проф. Венцислав Цветков
  - Операционен център с началник доц. д-р Христо Лозанов
  - Анестезиология и интензивно лечение с началник чл.-кор. проф. д-р Николай Петров
  - Мултипрофилно спешно отделение с началник подполковник д-р Цветко Цветков
- Терапевтични клиники
  - Кардиология с началник полковник проф. Ивайло Даскалов
  - Гастроентерология с началник проф. Крум Кацаров
  - Ендокринология с началник проф. д-р Ивона Даскалова
  - Белодробни болести с началник доц. д-р Милена Енчева
  - Нервни болести с началник доц. д-р Стефка Мантарова-Вълкова
  - Инфекциозни болести с началник доц. д-р Райничка Михайлова-Гарнизова
  - Хематология с началник проф. д-р Юлиан Райнов
  - Медицинска онкология с началник доц. д-р Жасмина Михайлова
  - Нефрология с началник проф. д-р Райна Робева
  - Диализно лечение с началник д-р Мария Хринчева
  - Ревматология с началник д-р Бойчо Опаранов
  - Дерматология с началник доц. д-р Весел Кантарджиев
  - Физикална и рехаблитационна медицина
  - Психиатрия и военна психология с началник полковник доц. д-р Данчо Дилков
  - Спешна токсикология с началник проф. д-р Камен Канев
  - Интензивна терапия с началник проф. Константин Рамшев
  - Вътрешни болести с началник доц. Недялко Григоров
  - Център по трансфузионна хематология с началник проф. д-р Румен Попов